# Lenni Lenape
Delaware (Lenni-Lenape, Lenni Lenape), značajan indijanski narod ili rasa, koja se u povijesti sastojala od mnogobrojnih manjih skupina i granala se u tri glavne grane, to su: Munsee, Unalachtigo i Unami. Danas žive na više rezervata i u nekoliko saveznih država u SAD-u. Jezično pripadaju porodici Algonquian. najsrodniji su plemenima Nanticoke, Conoy i Powhatan na jugu i Mahican i Wappinger, na sjeveru.

## Ime
Ime Delaware dolazi po lordu Delararu (Earl De La Warr), drugom guverneru Virginije, koje je dano jednoj rijeci, i kasnije rijeci i Lenni Lenape Indijancima. Ovaj naziv danas nalazimo kao ime gradovima po državama Arkansas, Iowa, Kentucky, Missouri, New Jersey, Ohio, i Oklahoma. Sami sebe nazivaju Lenni Lenape, odnosno  'pravi ljudi' , "true men," ili "standard men". Francuzi su ih nazivali  'vučjim narodom'  Loup, odnosno "wolf," kako su to preveli Amerikanci. Kod drugih domorodačkih plemena, barem onih koja smatraju da su njihovog porijekla, nazivali su ih Mochomes, ili  'djedovi'  "grandfather." Kod neprijateljskih plemena, kao što su to Irokezi, poglavito pleme Mohawk, njima jezično nesrodnima, i koji ih nisu mogli razumjeti, postojao je naziv A-ko-tca-ka'nen ili Tca-ka'nen u značenju  'mucavci' , ili  'oni koji mucaju' , odnosno "One who stammers in his speech," a slično su ih nazivali i Mohawkima srodni Oneida i Tuscarora Indijanci. Drugi nazivi su manje poznati, kod Wichita se za Delavarce koristiop naziv Nar-wah-ro. Oblik Renni Renape varijanta je od Lenni Lenape koja se javlja u r-dijalektu.

## Plemena i bande
Tri glavne grane ili plemena su: Munsee u sjevernom New Jersey i susjednim predjelima New Yorka zapadno od rijeke Hudson; Unalachtigo sjeverni Delaware, jugoistočna Pennsylvania, i južni New Jersey; i Unami do zapadnog Long Islanda. Svako od ova tri velima plemena sastoji se od niza manjih ogranaka.
Munsee "people of the stoney country", čije se ime javlja i u varijantama Minassiniu, Minisink, Minsi, Moncy, Monthey, Mundock, Muncey, Munsi i Muncie. Plemena Catskill, Mamekoting, Waranawonkong i Wawarsink, poznata su pod kolektivnim imenom Esopus. U Munseeje spadaju:
- Cashiehtunk,
- Catskill (Katskill),  Catskill Creek, okrug Greene, New York.
- Lackawaxen,
- Macharienkonick,
- Mamekoting, u Mamakating Valley, zapadno od Shawangunk Mountains, New York.
- Marechkawieck,
- Mengakonia,
- Meochkonck,
- Minisink, Delaware River na jugozapadu okruga Ulster i Orange, New York., i susjednom New Jerseyju i Pennsylvaniji.
- Mohickon,
- Outauninkin,
- Pakadasank,
- Papagonk,
- Peckwes,
- Schepinakonck,
- Shawangunk,
- Waoranec,
- Waranawonkong,  Esopus, Wallkill i Shawangunk Creek, poglavito u okrugu Ulster, New York.
- Wawarsink (Waoranecker, Warwarsing), koncentrirani oko Wawarsing i Rondout Creeka, okrug Ulster, New York.
- Waywayanda,
- Wildwyck,
- Wysox.

Unalachtigo:
- Amimenipaty, Edgemoor, Delaware.
- Asomoche, istočna obala Delaware između Salema i Camdena.
- Atayonek,
- Big Siconese,
- Chikohoki (Chihohock, Chilohoki), zapadna obala Delaware u blizinio gdje se sastaje s rijekom Christanna.
- Cranbury,
- Hickory,
- Hopokohacking, na mjestu današnjeg Wilmingtona, Delaware.
- Kahansuk, oko Low Creeka, okrug Cumberland.
- Kechemech,
- Little Siconese (Chiconesseck),
- Manta (Mantes), oko Salem Creeka.
- Memankitonna, na mjestu današnjeg Claymonta, Delaware, na Naaman's Creeku.
- Minguannan (Minguahanan, Minguarinari),
- Nantuxet, u Pennsylvaniji i Delawareu.
- Naraticon (Naraticonck, Narraticong), južni New Jersey, možda na Raccoon Creeku.
- Quenomysing (Quineomessinque),
- Roymount,
- Sewapoo (Sewapoi),
- Sickoneysinck (Siconese, Sikonessink), kod Swantona Siconesse, na istočnoj obali Delaware, nedaleko od Salema.
- Tirans, sjeverna obala Delawarebaya oko Xape Maya ili u okrugu Cumberland.
- Watcessit.

Unami: 
- Ahaimus,
- Aquackanonk,  Passaic River, New Jersey, uključujući i Dundee u Passaicu.
- Armeomeck,
- Assunpink, na Stony Creek blizu Trentona.
- Axion (Atsayonck, Atsayongky), istzočna obala rijeke Delaware između Rancocas Creeka i Trentona.
- Brotherton,
- Calcefar, u unutrašnjosti New Jerseyja između Rancocas Creeka i Trentona.
- Canarsee, Ovo pleme Sultzman smatra članovima saveza Metoac, dok po Swantonu pripadaju Delawarcima. Nastanjeni su u okrugu Kings, na Long Islandu, jugu otoka Manhattan u istoku Staten Islanda, New York.
- Coacquannok,
- Coaxen,
- Communipaw (Gamaoenapa),
- Cranbury,
- Crosswick (Crossweeksung),
- Edgepillock (Indian Mills),
- Eriwonec (Armewamese, Armewamex, Erinonec, Ermamex), Prema Swantonu spadaju u Unalachtigo. na Old Man's Creeku okrugu Salem ili Gloucester.
- Gachwechnagechga (Lehigh), na Lehigh River, Pennsylvania. Ovo pleme spominje Swanton.
- Gweghkongh,
- Hackensack, u dolinama rijeka Hackensack i Passaic.
- Haverstraw (Haverstroo), zapadna obala donjeg Hudsona, okrug Rockland, New York.
- Hespatingh,
- Keskaechquerem,
- Konekotay,
- Hockanetcunk,
- Macock,
- Matanakon (Matikonghy),
- Matovancon,
- Mechgachkamic,
- Meggeckessou,
- Meletecunk (Metacunk), okrug Monmouth.
- Momakarongk,
- Mooharmowikarun,
- Mookwungwahoki,
- Mosilian (Mosinan), istočna obala rijeke Delaware River oko Trentona.
- Muhhowekaken,
- Muhkarmhukse,
- Muhkrentharne,
- Navasink, visočje Navesink, od Barnegata do Raritana.
- Nittabonck (Nittabakonck),
- Neshamini, Ovu grupu Swanton klasificira u Unalachtigo. Neshaminy Creek, okrug Bucks, Pennsylvania.
- Neshannock,
- Nyack (Nayack),
- Okehocking (Okahoki, Okanickon), Ovu grupu Swanton također svrstava među Unalachtige, živjeli su na Ridley u Crum Creeku, okrug Delaware, Pennsylvania.
- Paatquacktung,
- Passayunk (Passajung), kod Swantona Passayonk, svrstava ih u Unalachtige, živjeli su na Schuylkill River, Pennsylvania, i duž zapadne obale Delaware, i možda se prostirali sve do u teritorij države Delaware.
- Pavonia,
- Pemickpacka,
- Playwicky,
- Pocopson (Poaetquissingh, Pocaupsing),
- Pompton, na Pompton Creek. U Delawarce ih svrstava Swanton ,Sultzman ih ne spominje.
- Raritan (Sanhikan), u dolini rijeke Raritan i lijeva obala Delaware pa sve do Trentona.
- Reckgawawanc (Manhattan), Ovo je pleme konfederacije Wappinger, na Manhattan Islandu i susjednom kopnu New Yorka, zapadno od Bronxa. U Delawarce ih svrstava Swanton.
- Ramcock (Ancocus, Rancocas, Rankoke, Rarncock, Remahenonc, Remkoke),
- Sawkin,
- Schuykill,
- Shackamaxon, ovo pleme Swanton isto svrstava u Unalachtige, na mjestu današnjeg Kensingtona, Philadelphia, Pennsylvania.
- Soupnapka,
- Tappan,  zapadna obala Hudsona u okrugu Rockland, New York, i okrug Bergen.
- Waoranec, blizu Esopus Creeka, okrug Ulster, New York.
- Weepink,
- Welagamika,
- Wickquakonick (Wicoa),
- Wichquaquenscke,
- Yacomanshaghking, Ovi po Swantonu također spadaju u Unalachtige, živjeli su uz manju rječicu blizu Camdena.

## Sela
- Achsinnink, Unalachtigo selo na Hocking River, Ohio, oko 1770. godine.
- Ahasimus, možda Unami selo, sjeverni New Jersey.
- Alamingo, možda Delaware selo, na rijeci Susquehanna.
- Allaquippa, ušće rijeke Youghiogheny, Pennsylvania, 1755. godine.
- Anderson's Town, na južnoj obali White Rivera oko Andersona, Indiana.
- Au Glaize, blizu rijeke Maumee, Ohio.
- Bald Eagle's Nest, desna obala Bald Eagle Greeka blizu Milesburga, Pennsylvania.
- Beaversville, Tamo gdje Buggy Creek ulazi u Canadian River, Oklahoma.
- Beavertown,  Hocking River, blizu Beavertowna, Ohio.
- Black Hawk, možda od Delawaraca,  Mount Auburn, okrug Shelby, Indiana.
- Black Leg's Village, probably Delaware, na sjevernoj obali Conemaugh Rivera na jugoistoku Armstrong County, Pennsylvania.
- Buckstown, možda Delaware,  White River, oko 3 milje istočno od Andersona, Indiana.
- Bulletts Town, možda Delaware, Coshocton County, Ohio, na rijeci Muskingum, napola puta između Walhonding Rivera i Tomstowna.
- Cashiehtunk, možda Munsee selo, na rijeci Delaware blizu granice s New Jerseyjem.
- Catawaweshink, možda Delaware, na ili blizu rijeke Susquehanna, kod Big Islanda, Pennsylvania.
- Chikohoki, selo Manta na mjestu današnjeg Burlingtona, Burlington County, New Jersey.
- Chilohocki, možda Delaware, na rijeci Miami, Ohio.
- Chinklacamoose, možda Delaware, na mjestu današnjeg grada Clearfield, Pennsylvania.
- Clistowacka, blizu Bethlehema, Pennsylvania.
- Communipaw, selo Hackensack Indijanaca, u Communipaw.
- Conemaugh, možda Delaware, oko Conemaugha, Pennsylvania.
- Coshocton, današnji Coshocton, Ohio.
- Crossweeksung, u okrugu Burlington, vjerojatno blizu Crosswicksa.
- Custaloga's Town, Unalachtigo Indijanci, dva sela, jedno blizu French Creeka, nasuprot  Franklina, Pennsylvania, drugo na Walhonding Riveru, blizu Killbucks Creeka u Coshocton County, Ohio.
- Edgpiiliik, zapadni New Jersey.
- Eriwonec, oko Old Man's Creeka u okrugu Salem ili Gloucester.
- Frankstown, možda Delaware, blizu Frankstowna, Pennsylvania.
- Friedenshütten, grad na misiji Moravian na rijeci Susquehanna nekoliko milja od  Wyalusinga, vjerojatno okrug Wyoming, Pennsylvania.
- Friedensstadt, okrug Beaver, Pennsylvania, vjerojatno blizu Darlingtona.
- Gekelemukpechuenk, u Ohaju, možda identično s White Eyes' Town.
- Gnadenhütten, tri Moravian Mission sela, jedno na sjevernoj strani Mahoning Creeka blizu spoja s Lehighom kod sadašnjeg Lehightona; drugo na mjestu Weissporta, Carbon County, Pennsylvania; treće na Muskingum River kod sadašnjeg Gnadenhuttena, Ohio. (Brinton (1885) kaže da je bilo još dva grada pod ovim imenom.)
- Goshgoshunk, zajedničko sa Senecama, na rijeci Allegheny River okrug Venango, Pennsylvania.
- Grapevine Town, možda Delaware, Captina River, Belmont County, Ohio.
- Greentown, na Black Forku of Mohican River uz granicu okruga Richland i Ashland, Ohio.
- Gweghkongh, možda Unami, na sjeveru New Jerseyja, blizu Staten Islanda.
- Hespatingh, možda Unami, sjeverni New Jersey, i blizu Bergena ili Union Hilla.
- Hickorytown, možda kod East Hickory ili West Hickory, Pennsylvania.
- Hockhocken, na Hocking Riveru, Ohio.
- Hogstown, između Venango i Buffalo Greeka, Pennsylvania., moguće identično sa  Kuskuski.
- Jacobs Cabins, možda Delaware, na rijeci Youghiogheny, možda blizu Jacobs Creeka, okrug Fayette, Pennsylvania.
- Jeromestown, blizu Jeromesvillea, Ohio.
- Kalbauvane, možda Delaware, Susquehanna River, Pennsylvania.
- Kanestio, Selo Delaware i drugih Indijanaca, na gornjoj Susquehanna, kod Kanestio Creeka u okrugu Steuben, New York.
- Kanhangton, kod ušća Chemung Rivera na sjeveru okruga Bradford, Pennsylvania.
- Katamoonchink, Možda Delaware selo blizu West Whitelanda, okrug Chester, Pennsylvania.
- Kickenapawling, Selo Delaware i Iroquois Indijanaca, tamo gdje se sastaju Stony Creek i Conemaugh River, blizu Johnstowna, Pennsylvania.
- Kiktheswemud, možda Delaware, kod Andersona, Indiana, možda identično sa selom Buckstown ili Little Munsee Town.
- Killbuck's Town, na istočnoj strani Killbuck Creeka, oko 10 milja južno od Woostera, Ohio.
- Kishakoquilla, ime za dva grada, jedno kod Kishacoquillasa, okrug Mifflin, Pennsylvania, drugo na French Creek oko 7 milja od Meadvillea, okrug Crawford, Pennsylvania.
- Kiskiminetas, na južnoj strani Kiskiminetas Creeka, blizu njenog ušća, okrug Westmoreland, Pennsylvania.
- Kiskominitoes, sjeverna obala rijeke Ohio River između Hocking i Scioto Rivera, Ohio.
- Kittanning, Sastoji se od više naselja s miješanim stanovništvom Iroquois i  Caughnawaga, blizu Kittanninga na rijeci Allegheny, okrug Armstrong, Pennsylvania.
- Kohhokking, blizu "Painted Post"-a okrug Steuben, New York, ili Elmira, okrug Chemung, New York.
- Kuskuski, s Iroquois Indijancima, na Beaver Creeku, blizu Newcastlea, u okrugu Lawrence, Pennsylvania.
- Languntennenk, Moravian Delaware blizu Darlingtona, okrug Beaver, Pennsylvania.
- Lawunkhannek, Moravian Delaware na rijeci Allegheny kod Franklina, okrug Venango, Pennsylvania.
- Lichtenau, Moravian Delaware na istočnoj strani rijeke Muskingum, 3 milje od Coshoctona, Ohio.
- Little Munsee Town, Munsee selo, nekoliko milja istočno od Andersona, Indiana.
- Macharienkonck, Minisink selo, Delaware River, okrug Pike, Pennsylvania, nasuprot Port Jervisa.
- Macocks, nešto sjevernije od Chikohoki, možda u Wilmingtonu, Delaware, možda selo Okahoki Indijanaca u Pennsylvaniji.
- Mahoning, zapadna obala Mahoning Rivera, možda između Warrena i Youngstowna, Ohio.
- Mechgachkamic, možda Unami selo, blizu Hackensacka, New Jersey.
- Meggeckessou, na rijeci Delaware na Trenton Fallsu, New Jersey.
- Meniolagomeka, na Aquanshicola Creeku, okrug Carbon, Pennsylvania.
- Meochkonck, Minisink selo, na gornjoj Delaware u jugoistočnom New Yorku.
- Minisink, Minisink selo, Sussex County, New Jersey, blizu mjesta gdje državna granica prelazi rijeku Delaware.
- Munceytown, Munsee selo, na rijeci Thames sjeverozapadno od Brantforda, Ontario,Kanada.
- Muskingum, možda selo Delaware Indijanaca, na zapadnoj obali rijeke Muskingum, Ohio.
- Nain, selo Moravian Delavaraca, blizu Bethlehema, Pennsylvania.
- Newcomerstown, blizu New Comerstowna, okrug Tuscarawas, Ohio.
- Newtown, ime za tri grada Delawaraca i Iroquoisa, jedno na sjevernoj obali Licking Rivera, blizu sadašnjeg Zanesvillea, Ohio, drugo blizu Newtowna, Ohio; treće na zapadnoj strani Wills Creeka kod Cambridgea, Ohio.
- Nyack, možda Canarsee, kod  Fort Hamiltona, okrug Kings, Long Island, kasnije preseljeno na Staten Island.
- Nyack, možda Unami, na zapadnoj obali Hudsona kod sadašnjeg Nyacka, New York.
- Ostonwackin, zajedno s Cayuga, Oneida, i drugim Indijancima, na mjestu današnjeg Montoursvillea, Pennsylvania.
- Outaunink, Munsee selo, na sjevernoj obali White Rivera, nasuprot Muncie, Indiana.
- Owl's Town, možda Delaware, na Mohican Riveru, okrug Coshocton, Ohio.
- Pakadasank, možda Munsee, kod sadašnjeg Crawforda, okrug Orange, New York.
- Papagonk, možda Munsee, in okrug Ulster, New York, također blizu Pepactona, okrug Delaware, New York.
- Passycotcung, na rijeci Chemung, New York.
- Peckwes, Munsee ili Shawnee selo, 10 milja od Hackensacka.
- Pematuning, možda Delaware, blizu Shenangoa, Pennsylvania.
- Pequottink, Moravian Delaware, na istočnoj onali Huron Rivera, blizu Milana, država Ohio.
- Playwickey, možda Unalachtigo, u okrugu Bucks, Pennsylvania.
- Pohkopophunk, u istočnoj Pennsylvaniji, vjerojatno okrug Carbon.
- Queenashawakee, gornja Susquehanna, Pennsylvania.
- Ramcock, Rancocas selo, okrug Burlington, New Jersey.
- Raystown, (?).
- Remahenone, možda Unami selo, kod New York Cityja.
- Roymount, kod Cape Maya.
- Salem, Moravian Delaware, zapadna obala Tuscarawas Rivera, 1 1/2 milju jugozapadno od Port Washingtona, pkrug Tuscarawas, Ohio.
- Salt Lick, možda Delaware, na Mahoning Riveru blizu Warrena, Ohio.
- Sawcunk, zajedno sa  Shawnee i Mingo Indijancima, kod ušća Beaver Creeka, blizu sadašnjeg Beavera, Pennsylvania.
- Sawkin, istočna obala rijeke Delaware u New Jerseyju.
- Schepinaikonck, Minisink selo, možda u okrugu Orange, New York.
- Schipston, možda Delaware, Juniata River, Pennsylvania.
- Schoenbrunn, Moravian Munsee, oko 2 milje od grada New Philadelphia, Ohio.
- Seven Houses, Beaver Creek, okrug Beaver, Pennsylvania.
- Shackamaxon, današnji Kensington, Philadelphia, Pennsylvania.
- Shamokin, sa Shawnee, Iroquois i Tutelo Indijancima, sjeverna obala rijeke Susquehanna, uključujući i otok na mjestu Sunburyja, Pennsylvania.
- Shannopin's Town, na rijeci Allegheny oko 2 milje od ušća u Monongahelu.
- Shenango, više plemena, ime za više gradova, jedno na sjevernoj obali rijeke Ohio blizu Economy, Pennsylvania; jedno na mjestu gdje se sastaju Conewango i Allegheny; jedno Big Beaver, blizu Kuskuski.
- Sheshequin, s Iroquois, oko 6 milja od Tioga Pointa, okrug Bradford, Pennsylvania.
- Soupnapka, na istočnoj obali Delaware u New Jerseyju.
- Three Legs Town, imenovano po poglavici, na istočnoj obali rijeke Muskingum nekoliko milja južno od ušća rijeke Tuscarawas, okrug Coshocton, Ohio.
- Tioga, zajedno s plemenima Nanticoke, Mahican, Saponi, Tutelo, etc., na mjestu današnjeg Athensa, Pennsylvania.
- Tom's Town, na Scioto River, kod današnjeg Chillicothe i blizu ušća Paint Creeka, Ohio.
- Tullihas, zajedno sa  Mahican i Caughnawaga,  Muskingum River, Ohio.
- Tuscarawas, s Wyandot Indijancima, na rijeci Tuscarawas River, Ohio, blizu ušća Big Sandy Rivera.
- Venango, zajedno s plemenima Seneca, Shawnee, Wyandot, Ottawa, etc., današnji Franklin, okrug Venango, Pennsylvania.
- Wechquetank, Moravian Delaware, sjeverozapadno od Bethlehema, Pennsylvania, možda kod današnjeg Mauch Chunka.
- Wekeeponall, zapadna obala rijeke Susquehanna, kod ušća Loyalstock Creeka okrug Lycoming, Pennsylvania, možda identično s Queen Esther's Town.
- Walagamika, današnji Nazareth, okrug Lehigh, Pennsylvania.
- White-eyes Village, imenovano po poglavici, na Duncan's Fallsu, nedaleko Zanesvillea, Ohio.
- White Woman's Town, Tasmo gdje se sastaju Walhonding i Killbuck River, okrug Coshocton, Ohio.
- Will's Town, istočna obala rijeke Muskingum na ušću Wills Creeka, okrug Muskingum, Ohio.
- Woapikamikunk, u dolini White Rivera, Indiana.
- Wyalusing, Selo Munsee i Iroquois Indijanaca, na mjestu Wyalusinga, okrug Bradford, Pennsylvania.
- Wyoming, zajedno s plemenima Iroquois, Shawnee, Mahican i Nanticoke; kasnije Delaware i Munsee; današnji Wilkes-Barre, Pennsylvania.

## Povijest
Prema tradicionalnoj povijesti Delaware Indijanaca zapisanoj u svetim tekstovima 'crveni urez' ili walam olum, njihova pradomovina bila je negdje na sjeverozapadu. Njihove tri glavne grane, po svoj prilici vezane u labavi savez bile su Munsee (Wolf) s totemom vuka, Unami ili Turtle s totemom kornjače i Unalachtigo ili Turkey s totemom purana. Oko 1600. godine ova plemena locirana su u dolini rijeke Delaware od Cape Henlopena, Delaware, sjeverno do donjeg toka Hudsona u južnom New Yorku. U posljednjih 300 godina Delavarci su preseljavani najmanje 20 puta. Do 1900. godine živjeli su na područjima sadašnjih država Delaware, New Jersey, New York, Pennsylvania, Zapadna Virginia, Ohio, Michigan, Indiana, Missouri, Arkansas, Louisiana, Teksas, Wisconsin, Kansas i Oklahoma, i kanadskoj provinciji Ontario.
Nizozemci u kontakt Unami i Munsee Indijancima dolaze još 1609, a Šveđani 1637. sa skupinom Unalactigo. Svoj prvi ugovor potpisuju s Williamom Pennom, utemeljiteljem Pennsylvanije, koji se odvijao ispod jednog brijesta u selu Shackamaxon, današnji Kensington u okrugu Philadelphia, Pennsylvania. penn želi zemlju steći kupnjom a ne osvajanjem, i za zemlju za njegovu koloniju plaća im 1,200 funti. 
U kasnija vremena Delavarci neće biti tako sretne ruke. Godine 1720. dolaze pod vlast Irokeza i postupno ih prema zapadu potiskuju kolonisti, pa 1724 pristižu u područje Alleghenyja i 1742 na Susquehannu. Na poziv Wyandota 1751, oni počinju sebi podizati naselja u istočnom Ohiju, i naskoro veliki dio njih našao se na Muskingumu i drugim pritocima Ohia. Podupirani Francuzima i drugim zapadnim plemenima oslobađaju se irokeške kontrole i staju na stranu nasuprot engleskih naseljenika sve do poznatog ugovora u Greenvilleu (1795; Treaty of Greenville), koji je uslijedio nakon bitke na Fallen Timbersu (Battle of Fallen Timbers). Ugovor potpisuju plemena Wyandot, nekoliko bandi Delaware Indijanaca, Shawnee, nekoliko bandi Ottawa, Chippewa, nekoliko bandi Potawatomi Indijanaca, nekoliko bandi Miami Indijanaca, Wea, Kickapoo i pleme Kaskaskia.
Delavarci su pokršteni još tijekom 17. i 18. stoljeća od strane moravskih misionara. Oko q1770 od plemena Miami i Piankashaw dobivaju i dozvolu da se nastane između rijeka Ohio i White u Indijani. Godine 1789. dozvolom španjolskog governmenta, dio ih se seli u M;issouri i kasnije u Arkansas, zajedno s bandom Shawnee Indijanaca, a nakon toga migriraju za Teksas. Do 1835. većina Delaware bandi okuplja se u Kansasu, ali su 1867. većinom preseljeni u Oklahomu gdje se neki naseljavaju na području dodijeljenom Cherokeema (Cherokee Nation), a ostali Caddo i Wichita Indijancima na jugozapad Oklahome. Dio Munsee Indijanaca sada žive s plemenom Stockbridge u Wisconsinu, a ostali su se raspršili po drugim dijelovima Sjedinjenih Država. U Ontariju u Kanadi, žive tri bande, to su Delawares of Grand River, blizu  Hagersvillea; Moravians of the Thames na rijeci Thames, blizu Bothwella; i Munceys of the Thames, blizu Munceya. Gotovo sve ove grupe pripadaju Munseema.
Mooney je procijenio da im je 1600. broj iznosio oko 8,000, uključujući i pleme Canarsee s Long Islanda. popisom iz 1910 u SAD-u ih je bilo 914 Delawara i 71 Munsee, kojima bi trebalo pribrojati i one iz Kanade, što bi sveukupno iznosilo oko 1,600. Na rezervatu s Wichitama 1937.bilo ih je 140.
Broj Delavaraca danas (2005) iznosi ukupno 13,500, i to 10,000 u Oklahomi, to su Delaware Indian Tribe of Western Oklahoma, sa središtem u gradu Anadarko i Delaware (Lenape) Indian Tribe of Oklahoma, sa središtem u gradu Bartlesville; 2,000 u Ontariju; i 1,500 u Wisconsinu na Stockbridge-Munsee Reservation, sa srewdištem u Bowleru.

## Etnografija
Rani izvještaji Delavarce opisuje kao gostoljubiv narod. Njihova sela, kod Unami i Unalachtigo bandi, uglavnom nisu bila fortificirana, ali zbog blizine Mohawka, kod Munsee Indijanaca jesu. Sela su naseljena tijekom ljetnog perioda, s populacijom od nekoliko stotina duša. Individualne zemlje nije bilo, ali su postojala obiteljska lovačka područja. Imali su 3 tipa wigwama, kružni s kupolastim krovom, pravokutni sa sljemenom gredom i pravokutni s lučnim krovom. Kanui se nisu koristili kao što je slučaj na Velikim jezerima, od brezove kore (birchbark canoe), nego je bio dubljen u deblu (dugout canoe). Muškarci su se bavili lovom i ribolovom, a žene agrarnim poslovima, a uzgajao se kukuruz, duhan, grah, tikve i drugo, na poljima koja su se često prostirala na preko 200 akara.
Delaware muškarci pomno su odstranjivali sve dlake s lica, običaj dobro poznat kod južnoameričkih Munde i Abipón Indijanaca. Žene su svoja lica bojala crvenim okerom, a tetoviranje je bilo uobičajeno kod oba spola. Ratnici su na glavi nosili uvojak skalpa koji je stajao uspravno, stil frizure ,često nazivan 'mohawk', dok su stariji muškarci puštali kosu da raste duga. Sachem (poglavica) kod Lenapa nosio je samo jedno orlovo pero. Odjeća je od jelenje kože, ukrašena zrncima školjaka ili dikobrazovim bodljama, pernatim ogrtačima i drugim ornamentima. Nos su bušili i kroz probijeni septum nosili srebrne alkice. Posebnih ženidbenih ceremonija nisu imali, a obitelj je najčešće monogamna.
Njihove religiozne ceremonije centrirane su oko posvećene 'velike kuće', ceremonije poznate u njihovom jeziku kao Gamwing, koja se održava godišnje, tijekom koje se ljudi zahvaljuju Velikom duhu i polubogovima (vidi  Arhivirana inačica izvorne stranice od 9. prosinca 2006. (Wayback Machine)). -Snovima se, kao i kod drugih Indijanaca, pridaje veliki značaj, a i sami šamani (svećenici) dijelili su se na dvije klase, tako je jedan bio onaj koji je tumačio snove i pretkazivao budućnost. Druga klasa šamana bavila se izlječenjem bolesnih. Svoje mrtve sahranjivali su u plitkim grobovima, ali su metode bile različite, u ispruženom ili skvrčenom položaju, pojedinačno i ponekad grupno. Lenape su vjerovali i u zagrobni život, ali bez kršćanskog koncepta raja i pakla. Svoja imena nerado izgovaraju, i u upotrebi su uobičajeno razni nadimci, također čest običaj među različitim indijanskim skupinama.
Sveti tekstovi Walam Olum

## Vanjske poveznice
- Frequently Asked Questions About The Lenape Or Delaware Tribe  Arhivirana inačica izvorne stranice od 4. veljače 2007. (Wayback Machine)
- Native Languages of the Americas: Lenape (Unami, Delaware, Lenni Lenape)
- Delaware Tribe of Indians  Arhivirana inačica izvorne stranice od 2. studenoga 2011. (Wayback Machine)
- Lee Sultzman, Delaware History  Arhivirana inačica izvorne stranice od 26. siječnja 2021. (Wayback Machine)
- Lenni Lenape
- The Delaware Indians A Brief History  Arhivirana inačica izvorne stranice od 28. prosinca 2006. (Wayback Machine)
- Lenape Indians (linkovi)  Arhivirana inačica izvorne stranice od 20. listopada 2006. (Wayback Machine)